# Estación José C. Paz
José Clemente Paz es una importante estación ferroviaria ubicada en la localidad homónima, Provincia de Buenos Aires, Argentina. 
Es una estación terminal intermedia, ya que algunos servicios con dirección a Retiro empiezan y terminan aquí, mientras que otros siguen hacia Pilar o Cabred.

## Historia
Fue inaugurada el 8 de octubre de 1906 con el nombre de "Arroyo Pinazo", como parte del Ferrocarril Buenos Aires al Pacífico.
Concebida desde el inicio como terminal intermedia de pasajeros metropolitanos, como depósito de formaciones y como estación de mercancías, la estación adquirió rápidamente una notable importancia económica, logística, cultural y de transporte clave para la zona.
La estación pasó a llamarse "José C. Paz" el 13 de julio de 1913 por pedido de los vecinos.
Entre 1952 y 1955, durante el primer peronismo, la estación llevó el nombre de "Manuel de Pinazo", modificación realizada en el marco del enfrentamiento del gobierno de Perón con el Diario La Prensa, fundado precisamente por José Clemente Paz. Este cambio fue revertido tras el triunfo de la Revolución Libertadora.

## Características
La estación posee cuatro vías y tres plataformas (la plataforma central vale por dos, de modo que hay cuatro andenes en funcionamiento). De estas cuatro vías, las dos más próximas al edificio principal terminan aquí en punta de riel, de modo que son utilizadas como origen y finalización de los servicios José C. Paz - Retiro / Retiro - José C. Paz. 
Las otras dos vías son utilizadas para servicios pasantes rumbo a Pilar/Domingo Cabred y rumbo a Retiro.
Además de las plataformas para pasajeros, la estación posee un depósito/taller de locomotoras, otro de coches de pasajeros, además de galpones, viviendas ferroviarias y construcciones pensadas para servicios de cargas que se encuentran asignadas a otros usos.

## Servicios
Es una estación intermedia de la Línea San Martín de los ferrocarriles metropolitanos de Buenos Aires que conecta las terminales Retiro, José C. Paz, Pilar y Domingo Cabred. Es una estación intermedia del servicio de larga distancia Retiro y Junín.

## Diagrama
| Plataforma lateral, las puertas abren del lado izquierdo.               |                                                                  |
| Andén 2                                                                 | Trenes comunes y expresos a Retiro (próxima San Miguel) →        |
| Andén 1                                                                 | ← Trenes comunes y expresos a Pilar/Cabred (próxima Sol y Verde) |
| Plataforma central, las puertas abren del lado izquierdo sentido Cabred |                                                                  |
| Andén 3                                                                 | Trenes comunes y expresos a Retiro (próxima San Miguel) →        |
| Andén 4                                                                 | Trenes comunes y expresos a Retiro (próxima San Miguel) →        |
| Plataforma lateral                                                      |                                                                  |

## Ubicación
La estación se encuentra en la intersección de la calle Zuviría con la avenida Hipólito Yrigoyen (Ruta 24, Ex Ruta 197). A unas cuadras al sudoeste se encontraba el Apeadero Altimpergher correspondiente al Ferrocarril General Urquiza, actualmente sin funcionamiento.

## Imágenes

### Antiguas

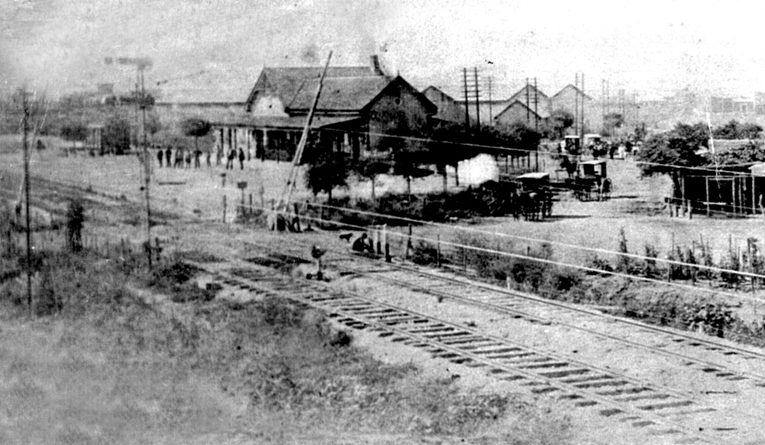
La estación en construcción
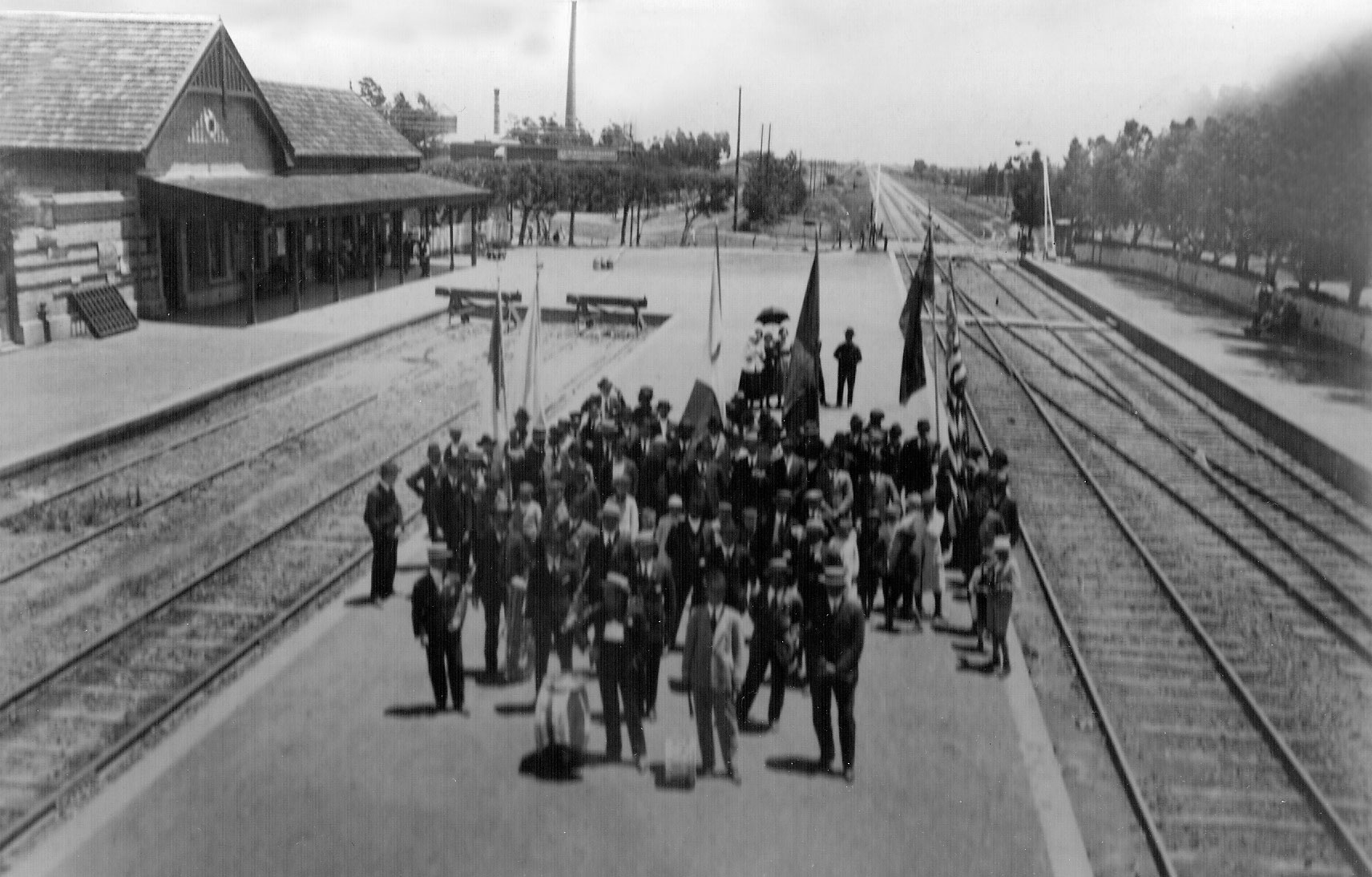
El día de su inauguración
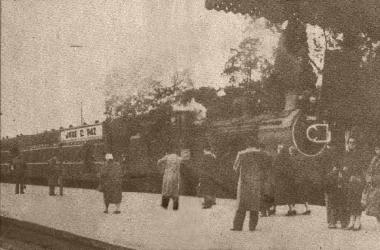
Una formación a vapor
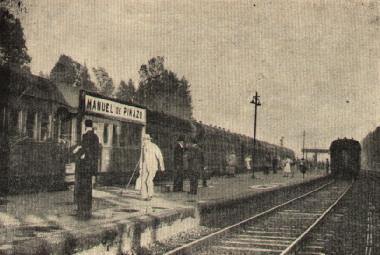
Con el nombre "Manuel de Pinazo"
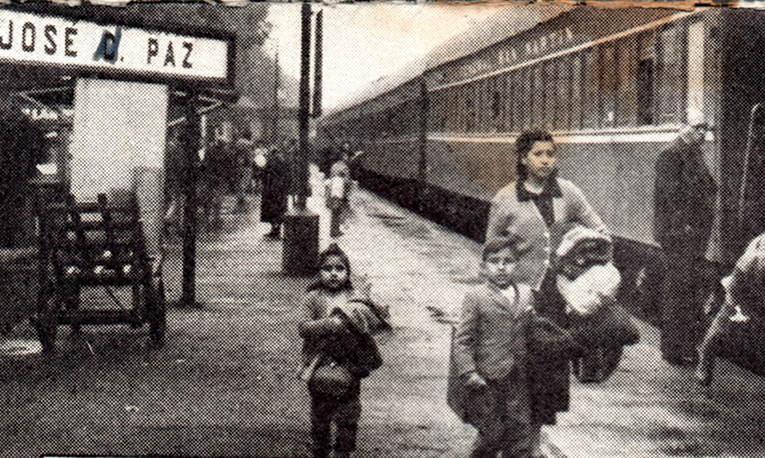
En la década de los '60

### Modernas

#### Anteriores a la elevación de andenes

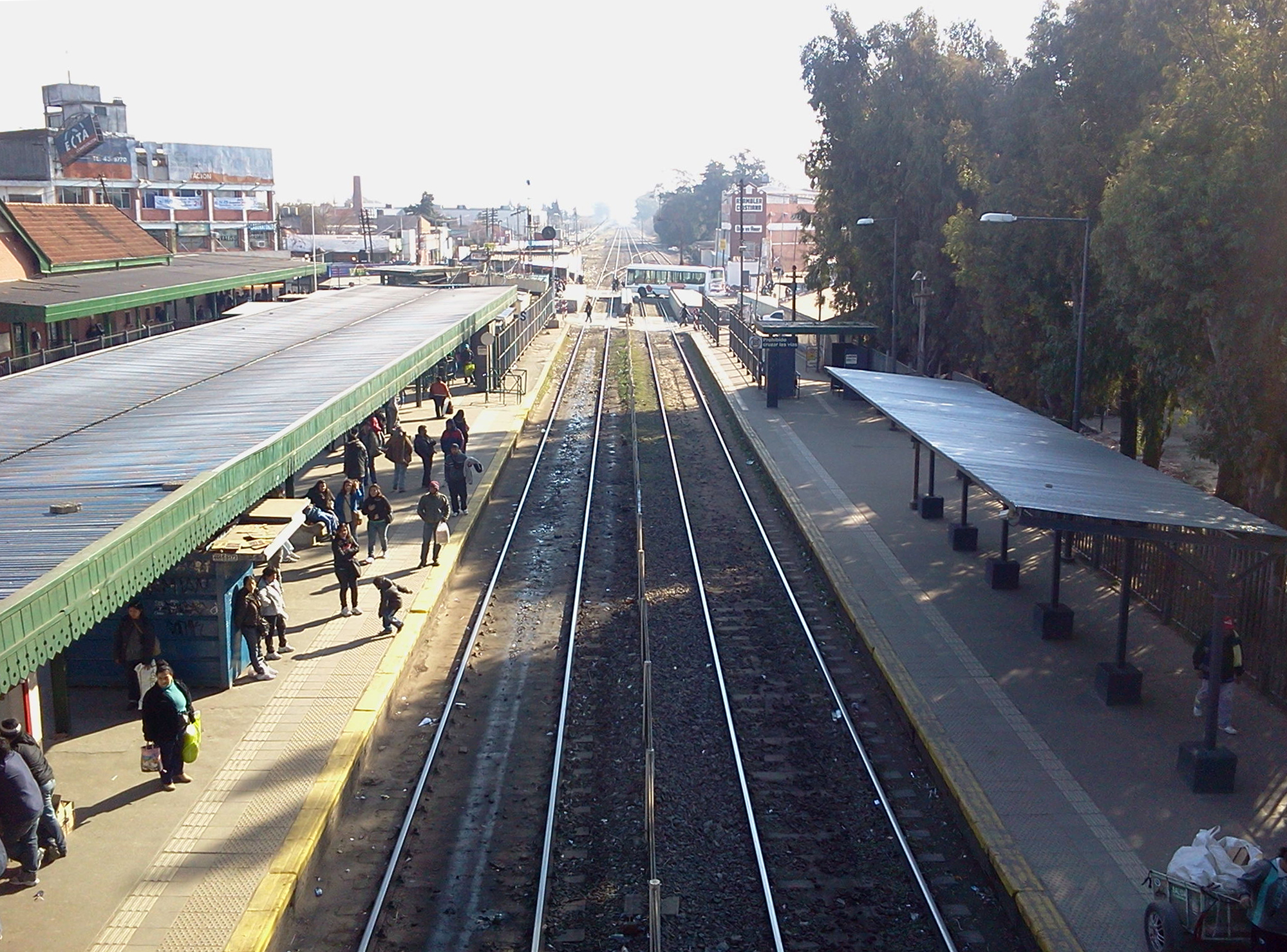
Las vías en dirección a Pilar
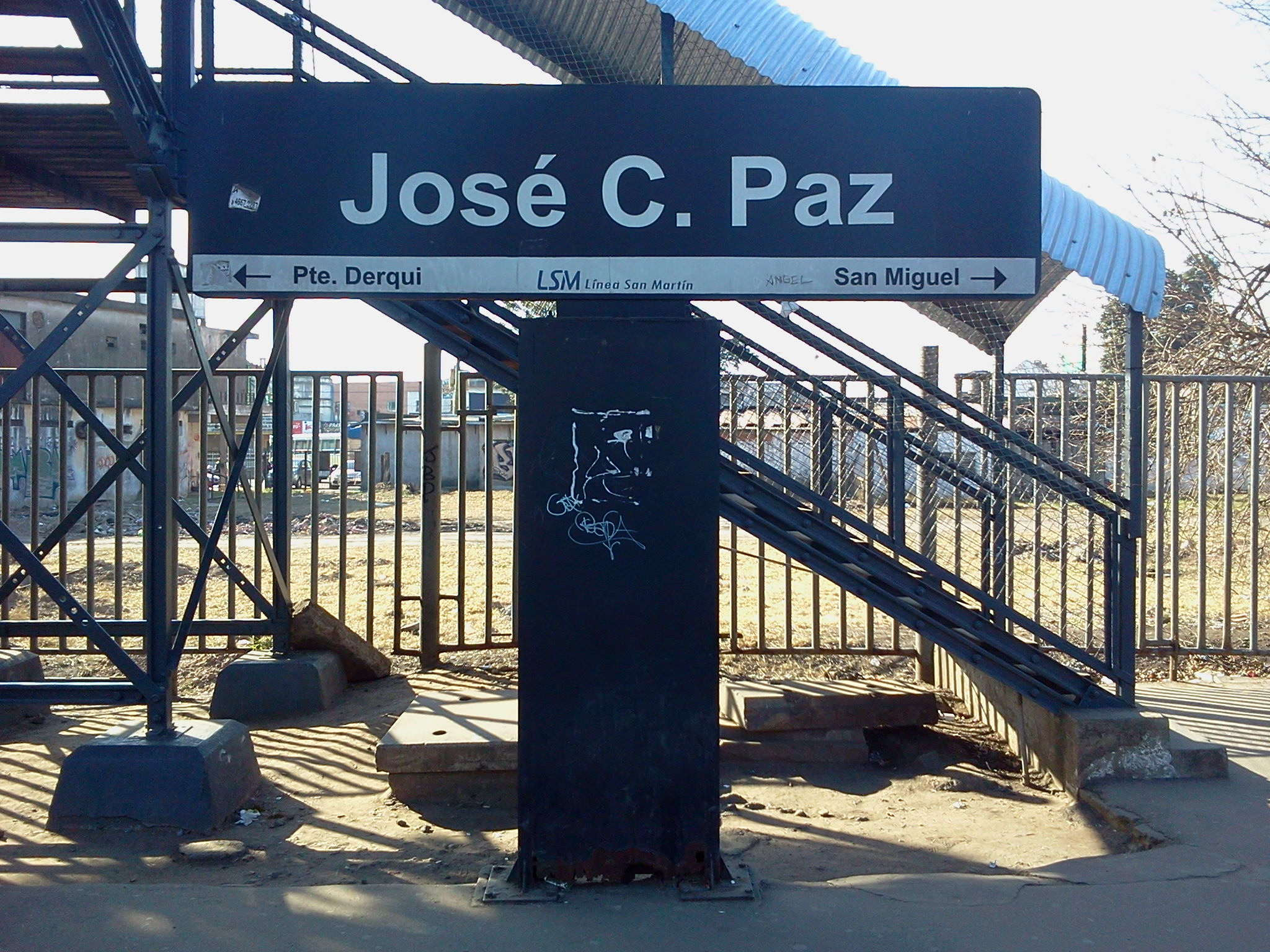
El nomenclador de la UGOFE
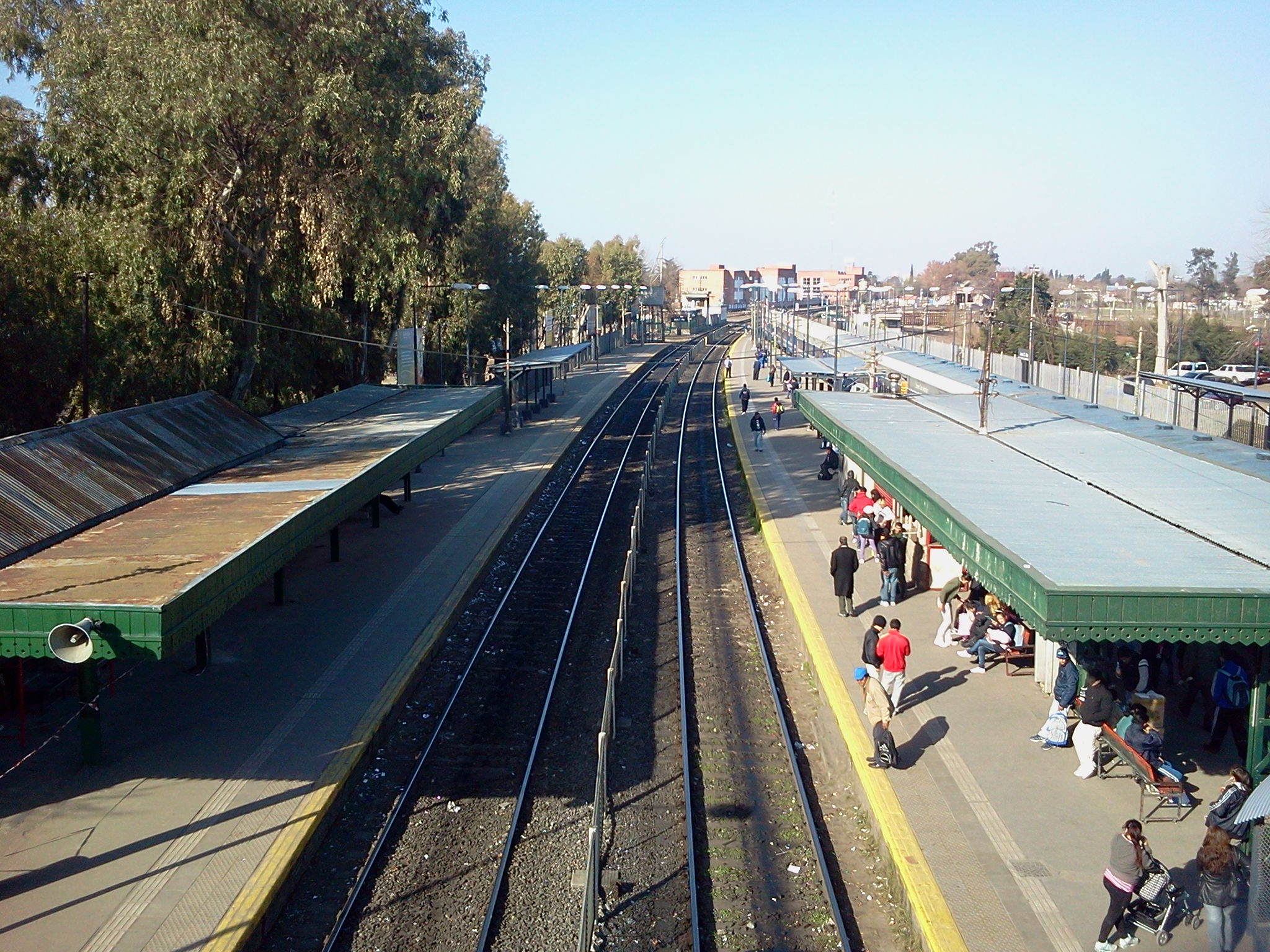
Las vías rumbo a Retiro